# 科穆納爾島
科穆納爾島是俄羅斯的島嶼，屬於北地群島的一部分，位於十月革命島以西的喀拉海，由克拉斯諾亞爾斯克邊疆區負責管轄，長0.75公里、寬0.6公里，島上無人居住。